# Screen Actors Guild Award for Outstanding Performance by a Male Actor in a Leading Role - Motion Picture
Screen Actors Guild Award for Outstanding Performance by a Male Actor in a Leading Role er en award, som uddeles af Screen Actors Guild for at ære for den flotteste skuespiller-præsentation, som mandlige hovedrolle i en film.

## Vindere og nominerede

### 1990'erne
1994 – Tom Hanks – Forrest Gump
- John Travolta – Pulp Fiction
- Morgan Freeman – The Shawshank Redemption
- Paul Newman – Nobody's Fool
- Tim Robbins – The Shawshank Redemption

1995 – Nicolas Cage – Leaving Las Vegas
- Sean Penn – Dead Man Walking
- Anthony Hopkins – Nixon
- Massimo Troisi – Il Postino (The Postman)
- James Earl Jones – Cry, the Beloved Country

1996 – Geoffrey Rush – Shine
- Ralph Fiennes – Den engelske patient
- Tom Cruise – Jerry Maguire
- Woody Harrelson – The People vs. Larry Flynt
- Billy Bob Thornton – Sling Blade

1997 – Jack Nicholson – As Good as It Gets
- Robert Duvall – The Apostle
- Matt Damon – Good Will Hunting
- Peter Fonda – Ulee's Gold
- Dustin Hoffman – Wag the Dog

1998 – Roberto Benigni – La vita è bella (Life Is Beautiful)
- Tom Hanks – Saving Private Ryan
- Ian McKellen – Gods and Monsters
- Nick Nolte – Affliction
- Joseph Fiennes – Shakespeare in Love

1999 – Kevin Spacey – American Beauty
- Russell Crowe – The Insider
- Denzel Washington – The Hurricane
- Jim Carrey – Man on the Moon
- Philip Seymour Hoffman – Flawless

### 2000'erne
2000 – Benicio del Toro – Traffic
- Tom Hanks – Cast Away
- Russell Crowe – Gladiator
- Geoffrey Rush – Quills
- Jamie Bell – Billy Elliot

2001 – Russell Crowe – A Beautiful Mind
- Sean Penn – I Am Sam
- Tom Wilkinson – In the Bedroom
- Denzel Washington – Training Day
- Kevin Kline – Life as a House

2002 – Daniel Day-Lewis – Gangs of New York
- Jack Nicholson – About Schmidt
- Nicolas Cage – Adaptation
- Michael Caine – The Quiet American
- Adrien Brody – The Pianist

2003 – Johnny Depp – Pirates of the Caribbean: The Curse of the Black Pearl
- Bill Murray – Lost in Translation
- Sean Penn – Mystic River
- Ben Kingsley – House of Sand and Fog
- Peter Dinklage – The Station Agent

2004 – Jamie Foxx – Ray
- Leonardo DiCaprio – The Aviator
- Johnny Depp – Finding Neverland
- Don Cheadle – Hotel Rwanda
- Paul Giamatti – Sideways

2005 – Philip Seymour Hoffman – Capote
- Heath Ledger – Brokeback Mountain
- David Strathairn – Good Night, and Good Luck
- Joaquin Phoenix – Walk the Line
- Russell Crowe – Cinderella Man

2006 – Forest Whitaker – The Last King of Scotland
- Leonardo DiCaprio – Blood Diamond
- Ryan Gosling – Half Nelson
- Peter O'Toole – Venus
- Will Smith – The Pursuit of Happyness

2007 – Daniel Day-Lewis – There Will Be Blood
- George Clooney – Michael Clayton
- Ryan Gosling – Lars and the Real Girl
- Emile Hirsch – Into the Wild
- Viggo Mortensen – Eastern Promises

2008 – Sean Penn – Milk
- Richard Jenkins – The Visitor som Walter Vale
- Frank Langella – Frost/Nixon som Richard Nixon
- Brad Pitt – The Curious Case of Benjamin Button som Benjamin Button
- Mickey Rourke – The Wrestler som Randy "The Ram" Robinson

2009 – Jeff Bridges – Crazy Heart
- George Clooney – Up in the Air som Ryan Bingham
- Colin Firth – A Single Man som George Falconer
- Morgan Freeman – Invictus som Nelson Mandela
- Jeremy Renner – The Hurt Locker som Sergeant First Class William James

### 2010'erne
2010 – Colin Firth – Kongens store tale som Prins Albert, Jarl af York/Kong George d. 6
- Jeff Bridges – True Grit som Rooster Cogburn
- Robert Duvall – Get Low som Felix Bush
- Jesse Eisenberg – The Social Network som Mark Zuckerberg
- James Franco – 127 Hours som Aron Ralston

2011
Jean Dujardin – The Artist som George Valentin
- Demián Bichir – A Better Life som Carlos Galindo
- George Clooney – The Descendants som Matt King
- Leonardo DiCaprio- J. Edgar som J. Edgar Hoover
- Brad Pitt – Moneyball som Billy Beane